# Abedalá ibne Cazar
Abedalá ibne Cazar (Abdallah ibn Khazar), por vezes chamado ibne Tabadalte ou ibne Tabadate, foi um nobre magraua do século X, membro do clã Banu Cazar.

## Vida
Abedalá era filho de Cazar e bisneto do fundador epônimo dos Banu Cazar. Tinha ao menos três irmãos chamados Maomé, Mabade e Fulful. Em 944-945, participou nas expedições de seu irmão Maomé contra o Califado Fatímida no Magrebe Central, quando atacaram as guarnições fatímidas de Biscra e Tierte que caíram perante seu avanço. As expedições foram bem sucedidas para os magrauas e seus aliados, os omíadas, porém os fatímidas logo se reorganizam e sob o califa Ismail Almançor (r. 946–953) conseguiram derrotar os carijitas nucaritas que estavam em revolta no Magrebe Central e Ifríquia e submeter Maomé em 946/947. Abedalá teve um filho de nome Atia, sobre quem nada se sabe, e dois netos, Ziri e Mucatil, que tiveram relevante papel algumas décadas depois.